# Vida de Solteiro
Singles (bra/prt: Vida de Solteiro) é um filme estadunidense de comédia romântica de 1992 escrito, coproduzido e dirigido por Cameron Crowe e estrelado por Bridget Fonda, Campbell Scott, Kyra Sedgwick e Matt Dillon. Apresenta participações de vários músicos proeminentes no movimento grunge do início dos anos 1990 em Seattle.
O filme foi distribuído pela Warner Bros. e lançado nos cinemas em 18 de setembro de 1992, com avaliações geralmente positivas da crítica e sucesso moderado de bilheteria, arrecadando mais de 18 milhões de dólares.

## Enredo
Singles centra-se na vida romântica precária de um grupo de jovens de vinte e poucos anos em Seattle, Washington, no auge do fenômeno grunge dos anos 1990. A maioria dos personagens mora em um prédio de apartamentos, cuja placa anuncia "Singles" (apartamentos de um quarto) para alugar. Dividido em capítulos, o filme foca no curso dos romances difíceis de dois casais, assim como na vida amorosa de seus amigos e conhecidos.
O filme gira em torno de Janet Livermore, uma garçonete de um café bajulando Cliff Poncier, um aspirante, mas um pouco indiferente, músico de rock grunge da banda fictícia de grunge/rock Citizen Dick; Linda Powell e Steve Dunne, um casal que hesita em se comprometer um com o outro; Debbie Hunt, tentando encontrar o homem certo.

## Elenco
| - Bridget Fonda como Janet Livermore - Campbell Scott como Steve Dunne - Kyra Sedgwick como Linda Powell - Sheila Kelley como Debbie Hunt - Jim True-Frost como David Bailey - Matt Dillon como Cliff Poncier - Bill Pullman como Dr. Jeffrey Jamison - James LeGros como Andy | - Devon Raymond como Ruth - Camilo Gallardo como Luiz - Ally Walker como Pam - Eric Stoltz como O Mímico - Jeremy Piven como Doug Hughley - Tom Skerritt como Prefeito Weber - Peter Horton como Jamie |

Eddie Vedder, Stone Gossard e Jeff Ament interpretam os membros da banda Citizen Dick. Há participações do Alice in Chains e Soundgarden, assim como participações especiais do diretor de cinema Tim Burton e do jogador de basquete Xavier McDaniel como ele mesmo. Paul Giamatti aparece em um papel menor.
Foi oferecido a Johnny Depp o papel de Steve Dunne, mas ele recusou.

## Produção
As filmagens começaram em 11 de março de 1991 e foram encerradas em 24 de maio de 1991.

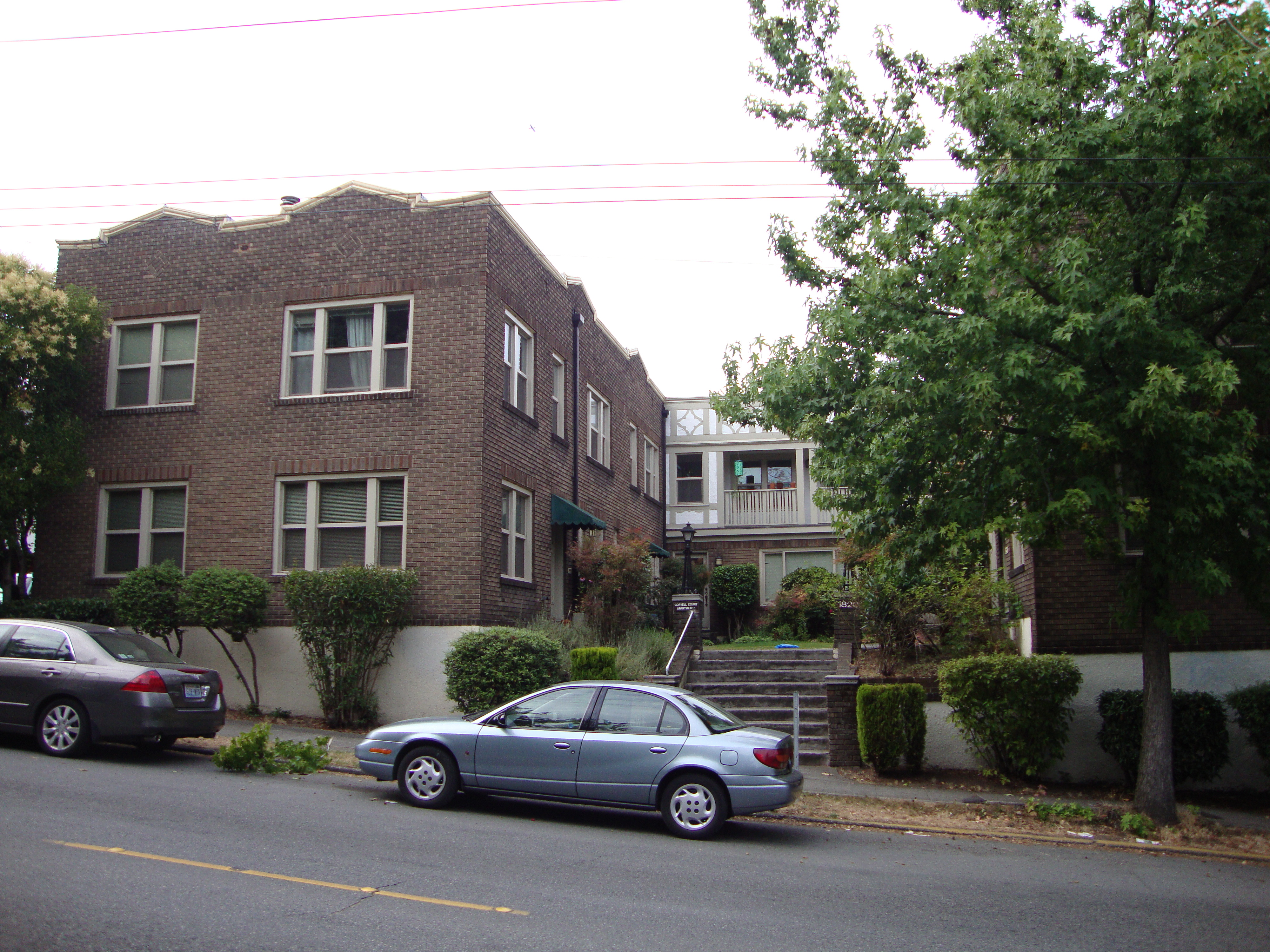
Prédio em Seattle que aparece no filme.

O filme foi filmado em diversas locações ao redor de Seattle e inclui cenas no Gas Works Park, Capitol Hill, Pike Place Market e no túmulo de Jimi Hendrix no Greenwood Memorial Park em Renton, o Pike Place Market e o Virginia Inn.  A cafeteria mostrada no filme é o agora fechado OK Hotel. O prédio de apartamentos está localizado no canto noroeste do cruzamento da E. Thomas St com a 19th Ave E. (1820 E. Thomas St.). As filmagens dos shows adicionais foram gravadas no agora falido bar RCKCNDY. O show do Alice in Chains foi filmado na boate Desoto. Além disso, o Soundgarden aparece no filme.
A maior parte do guarda-roupa de Matt Dillon no filme na verdade pertencia ao baixista do Pearl Jam, Jeff Ament. Durante a gravação do filme, Ament produziu uma lista de títulos de música para a banda ficcional do filme, a "Citizen Dick". Chris Cornell tomou como um desafio escrever canções para o filme usando aqueles títulos, e "Spoonman" foi uma das canções compostas por ele. Uma versão acústica da canção foi criada e pode ser ouvida sendo tocada ao fundo durante uma cena do filme. O nome da canção do Citizen Dick "Touch Me, I'm Dick" é uma brincadeira com a canção "Touch Me, I'm Sick" da banda de Seattle, Mudhoney. Também, na foto de contracapa da trilha sonora, há um CD do Citizen Dick com a relação de faixas no próprio CD. Uma das canções é intitulada "Louder than Larry (Steiner)", uma brincadeira com o álbum do Soundgarden, Louder than Love. 

## Recepção
Singles detém um índice de aprovação crítica de 79% no agregador de críticas Rotten Tomatoes com base em 52 avaliações com uma classificação média de 6,9/10. O consenso crítico do site diz "Inteligente, engraçado e envolventemente desalinhado, Singles é uma visão clara do romance moderno que funciona como uma cápsula do tempo confiável da era grunge".
Roger Ebert, do The Chicago Sun-Times, elogiou, dando a Singles três de quatro estrelas e declarando que "não é um grande filme de vanguarda, e partes dele podem ser muito caprichosas e desorganizadas para públicos criados em tramas de causa e efeito". [... mas] me peguei sorrindo muito durante o filme, às vezes com diversão, às vezes com reconhecimento. É fácil gostar desses personagens e se preocupar com eles". Tim Appelo escreveu na revista Entertainment Weekly: "com... estilo lento e natural, Crowe captura o apelo excêntrico de uma cidade onde café expresso brota em cada esquina e crianças em sujas camisas de flanela criam álbuns que as fazem milionárias". Enquanto isso, o The Stranger, de Seattle, foi menos gentil com o uso da origem local por Crowe, comentando "ele está contando com a modernidade geral de nosso pequeno burgo e com o poder de estrela de alguns músicos/atores locais para ganhar muito dinheiro, e ele não se preocupou em apoiá-los com nada que valha a pena lembrar. Agradável é a única palavra que consigo pensar para descrever a coisa".
A Warner Bros. Television tentou imediatamente transformar Singles em uma série de televisão. Crowe afirma que Singles inspirou a série de televisão Friends.
Em 5 de julho de 2015, Derek Erdman realizou uma exibição pública do filme no pátio do Coryell Court Apartments do Capitólio—o prédio onde vivem alguns dos personagens principais. O evento contou com a presença de mais de 1.000 pessoas. Apesar das preocupações iniciais do proprietário, o evento transcorreu sem problemas. A multidão foi respeitosa e limparam o local. Os relatos da presença de Bridget Fonda eram falsos, mas sua tia—Jane Fonda—estava realmente lá.
O filme é reconhecido pelo American Film Institute nestas listas:
- 2002: AFI's 100 Years...100 Passions – indicado.[15]

## Música
A trilha sonora de Singles foi lançada em 30 de junho de 1992 pela Epic Records e alcançou o topo das paradas três meses antes do lançamento do filme. A trilha sonora incluía músicas das principais bandas da cena musical de Seattle na época, como Pearl Jam, Alice in Chains, e Soundgarden. O Pearl Jam lançou duas canções na trilha sonora, "Breath" e "State of Love and Trust", e a canção do Soundgarden, "Birth Ritual", bem como a do cantor da banda, Chris Cornell, "Seasons", também aparecem. Paul Westerberg, do The Replacements, contribuiu com duas músicas e compôs a música-tema do filme. O Smashing Pumpkins também contribuiu com a canção "Drown".